# Майга, Амшету
Амшету Майга (англ. Hamchetou Maïga; в замужестве Майга-Ба (англ. Maïga-Ba); род. 25 апреля 1978 года в Бамако, Мали) — малийская профессиональная баскетболистка, которая выступала в женской национальной баскетбольной ассоциации. Была выбрана на драфте ВНБА 2002 года в первом раунде под общим двенадцатым номером командой «Сакраменто Монархс». Играла на позиции атакующего защитника и лёгкого форварда.

## Ранние годы
Амшету Майга родилась 25 апреля 1978 года в городе Бамако, столице Мали.